# عين جرزيز
عين جرزيز من العيون القديمة جدا في محافظة ظفار في سلطنة عمان.